# Ducks: due anni nelle sabbie bituminose
Ducks: due anni nelle sabbie bituminose è un romanzo a fumetti autobiografico dell'autrice canadese Kate Beaton. Pubblicato in lingua originale nel 2022, Ducks è l'ampliamento di un webcomic in cinque parti che Beaton postò inizialmente sulla piattaforma Tumblr nel 2014. Si tratta di un resoconto della sua esperienza lavorativa nell'area mineraria e petrolifera delle cosiddette sabbie bituminose di Athabasca, nella provincia dell'Alberta, per ripagare i prestiti universitari. Il titolo dell'opera deriva da un disastro naturale avvenuto presso lo stabilimento in cui lavorava l'autrice e che determinò la morte di centinaia di anatre (ducks in Inglese) intossicate da sostanze derivanti da scavi minerari. La prima edizione italiana di questo fumetto è del 2023 ad opera della casa editrice BAO.

## Trama
Ducks è il racconto autobiograficpo dell'esperienza di lavoro biennale fatta dall'autrice, Kate Beaton, nei campi petroliferi dell'Alberta (Canada) a partire dal 2005.
Cresciuta a Mabou, in Nuova Scozia, Kate si è appena laureata e ha la necessità di trovare un impiego ben retribuito per ripagare i debiti universitari contratti durante gli anni di studio. Così, come tanti Canadesi della costa atlantica, è costretta a trasferirsi lontano da casa: il boom in quel periodo dell'industria petrolifera la convince a spostarsi a ovest, per lavorare nel magazzino attrezzi a Milderd Lake per la ditta Syncrude, per poi essere trasferita in altri stabilimenti. Sebbene Beaton empatizzi con i tanti colleghi giunti lì da tutto il Canada per lavorare, il fatto di essere una delle poche donne in un ambiente maschile la rende soggetta a scherzi e frequenti battute a sfondo sessuale, che sfociano poi in veri e propri abusi.
Stanca di questa esperienza, abbandona il lavoro e si trasferisce a Victoria, in British Columbia, dove inizia a lavorare come fumettista. Questo impiego non le consente però di guadagnare abbastanza, così torna a lavorare nei campi petroliferi. Questa ulteriore esperienza  la porta a riflettere in modo sempre più profondo sulla moralità di questa industria, sui danni ambientali che provoca, sulla solitudine dei lavoratori costretti a stare lontani da casa impiegati in luoghi nocivi per la loro salute fisica e mentale. Dopo aver guadagnato abbastanza, Beaton salda i propri debiti e abbandona per sempre l'Alberta.

## Premi e riconoscimenti
Eisner Award:
- Miglior biografia a fumetti (2023)
- Migliore autore unico/autrice unica (2023)

Ignatz Award:
- Miglior graphic novel (2023)

Doug Wright Award:
- Miglior fumetto (2023)